# Ruurd Leegstra
Ruurd Gerbens Leegstra (ur. 29 czerwca 1877 w Wonokusumo, zm. 17 stycznia 1933 w Utrechcie) – holenderski wioślarz.
Ruurd Leegstra był uczestnikiem Letnich Igrzysk Olimpijskich 1900 w Paryżu, podczas których wraz ze swoją osadą zajął 3. miejsce w konkurencji ósemek ze sternikiem.